# 黎明乡 (平果市)
黎明乡，是中华人民共和国广西壮族自治区百色市平果市下辖的一个乡镇级行政单位。

## 行政区划
黎明乡下辖以下地区：
黎明村、蟠桃村、爱桃村、高桥村、龙运村、那岸村和宏业村。